# Hippotion horus
Hippotion horus är en fjärilsart som beskrevs av Johannes Karl Max Röber 1921. Hippotion horus ingår i släktet Hippotion och familjen svärmare. Inga underarter finns listade i Catalogue of Life.